# Aïkido verbal
 (juin 2013).
Si vous disposez d'ouvrages ou d'articles de référence ou si vous connaissez des sites web de qualité traitant du thème abordé ici, merci de compléter l'article en donnant les références utiles à sa vérifiabilité et en les liant à la section « Notes et références ».
L'Aïkido verbal est l'application de l'Aïkido, art martial créé  par Morihei Ueshiba au cours du XXe siècle à la communication verbale. Les principes de l'Aïkido applicables à la communication verbale sont
1. la non opposition à l'énergie de l'attaque
2. un mode de gestion et résolution de conflit vision non-violente qui cherche à transformer le combat en dialogue en abordant « l’attaquant » comme un partenaire plutôt que comme un adversaire. L'attaque est ainsi vue comme une opportunité [1]

Les techniques pratiquées par un Aïkidoka visent à ré-équilibrer les relations et dynamiques interpersonnelles, et/ou à atteindre un résultat émotionnel positif lors d’un échange.
Ce style de communication est enseigné en France par Luke Archer, et son approche se résume en trois étapes :
1. Recevoir l’attaque avec un ‘sourire intérieur’[6] (un genre de confiance en soi sereine)
2. Accompagner l’attaquant avec de  l’irimi verbal jusqu'à une déstabilisation[7]
3. Proposer un aï-ki (ré-équilibre de l’énergie)[8]

À travers les méthodes et exercices enseignés dans la formation à l’Aïkido Verbal, le pratiquant travaille sur le développement de la maîtrise de soi, un style de communication avec assertivité, et la pratique de l’intention délibérée